# Про девочку Женю

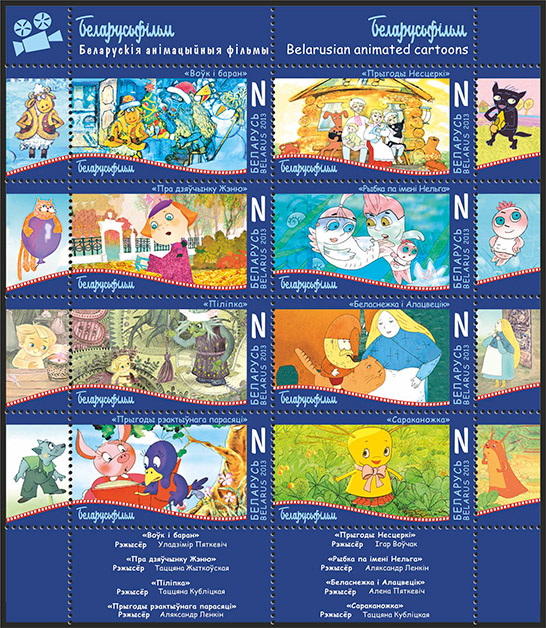
Мультфильм «Про девочку Женю» на блоке почтовых марок с мультфильмами «Беларусьфильм»

«Про девочку Женю» (укр.  Пра дзяўчынку Жэню) — белорусский мультипликационный фильм, снятый на киностудии «Беларусьфильм» по заказу Министерства культуры Республики Беларусь.
Главная героиня мультипликационного сериала — маленькая девочка Женя, которая родилась в большой и дружной семье.

## Сюжет
Мультипликационный фильм состоит из трёх серий о жизни доброй и весёлой девочки Жени:
- 2011 год — День рождения[1] (день рождения, который Женя ждала с таким нетерпением, получился для неё грустным: подарка, о котором она мечтала, ей не подарили; но не бывает худа без добра: в этот день она обрела друга — волшебную лошадку, которая исполнила все её желания)
- 2012 год — В розовом цвете[2] (в детском саду появилась новая воспитательница, которую Женя её сразу невзлюбила, но мудрый дедушка помог внучке взглянуть на окружающий мир и живущих в нём людей другими глазами)
- 2013 год — Черта[3] (испорченная Женей губная помада сестры Ани стала поводом для дележа их общей комнаты: Аня запретила Жене переступать черту и заходить на её половину; но запрет был нарушен — и у Жени начались большие неприятности…)

## Съёмочная группа
- Режиссёр: Татьяна Житковская
- Сценарист: Мария Бершадская
- Композитор: Игорь Сацевич
- Художник: Оксана Чутцева
- Художник-постановщик: Татьяна Житковская
- Художники-аниматоры: Анна Тумеля, Станислав Сперанский, Евгений Надточий
- Звукооператор: Сергей Бубенко
- Редактор: Дмитрий Якутович
- Роли озвучивали: Раиса Астрединова, Анна Козлова, Анатолий Голуб
- Директор фильма: Леонарда Зубенко